# Ambassade de France en Mongolie
L'ambassade de France en Mongolie est la représentation diplomatique de la République française en Mongolie. Elle est située à Oulan-Bator, la capitale du pays, et son ambassadeur est, depuis 2024, Corinne Pereira da Silva.

## Ambassade
L'ambassade est située rue de la Paix (Enkh taivanii gudamj), dans le district de Chingeltei, à Oulan-Bator. Elle accueille aussi une section consulaire.

## Histoire
Le bâtiment occupé a été construit en 1951 pour B. Gündegmaa, la deuxième épouse du maréchal Horloogiyn Choybalsan, qui dirigeait alors la Mongolie communiste (il décédera l'année suivante). L'immeuble est ensuite partagé entre plusieurs familles (un proche de Choybalsan, l'ancien chauffeur de Mme Gündegmaa...). De 1957 à 2007, l'ambassade de Hongrie s'y installe, et créé sur l'arrière du bâtiment une petite bibliothèque du marxisme-léninisme. En 2007 le bâtiment est confié à l'ambassade de France, qui met quelque temps un bureau à disposition de l'ambassadeur de Hongrie. Le bâtiment voisin, aujourd'hui l'ambassade de Turquie, était précédemment un jardin d'enfants puis l'ambassade de Roumanie.

## Ambassadeurs
| De   | À    | Ambassadeur               |
| ---- | ---- | ------------------------- |
| 1966 | 1974 | Georges Perruche (d)      |
| 1974 | 1978 | Georges de Bouteiller (d) |
| 1978 | 1982 | Jacques Fesquet (d)       |
| 1982 | 1984 | Philippe Legrain (d)      |
| 1984 | 1985 | Claude Arnaud (d)         |
| 1985 | 1986 | Jean-Bernard Raimond      |
| 1986 | 1991 | Yves Pagniez (d)          |
| 1991 | 1992 | Bertrand Dufourcq         |
| 1992 | 1996 | Pierre Morel              |
| 1996 | 2003 | Jacques Manent (d)        |
| 2003 | 2005 | Nicolas Chapuis           |
| 2005 | 2009 | Patrick Chrismant (d)     |
| 2009 | 2011 | Jean-Paul Dumont (d)      |
| 2011 | 2015 | Yves Delaunay (d)         |
| 2015 | 2018 | Élisabeth Barsacq (d)     |
| 2018 | 2021 | Philippe Merlin (d)       |
| 2021 | 2024 | Sébastien Surun (d)       |
| 2024 |      | Corinne Pereira da Silva  |

## Relations diplomatiques
Les premiers contacts entre la Mongolie et la France datent du XIIIe siècle, avec l'envoi par Saint-Louis en 1253 d'un émissaire franciscain, Guillaume de Rubrouck, à la cour du souverain Möngke, afin d'évangéliser le peuple mongol. Les deux nations n'auront ensuite que peu de relations. Cependant, la France de la fin du XIXe siècle marque son intérêt pour la civilisation mandchoue par des expéditions scientifiques (mission de Charles Eudes Bonin, vice-consul en Indochine). Mais malgré plusieurs tentatives de rapprochement, en 1911, en 1925 puis en 1946, la France n'a établi de relations diplomatiques avec la Mongolie qu'en 1965, quatre ans après avoir approuvé son admission à l'Organisation des Nations unies. L'échange de représentants diplomatiques a été formalisé le 30 mars 1965 par le ministre des Affaires étrangères Maurice Couve de Murville et son homologue mongol, Tsagan-lamyn Dugersuren, et le premier ambassadeur, Georges Perruche, a été nommé le 4 janvier 1966. Les conditions de vie sont alors spartiates, l'ambassade n'ayant pas de bâtiment propre, ses employant logeant dans un hôtel et n'y séjournant qu'une partie de l'année. L'ambassade a été fermée de 1984 à 1996, faute d'avoir pu établir de solides relations en raison du régime politique.
Un ambassadeur non-résident, Jacques-Olivier Manent, a été nommé en 1996, signe de la reprise des relations en raison du pluralisme politique, de la libéralisation de l'économie et de la rupture des liens privilégiés avec Moscou, depuis 1989. L'ambassade a été transformée le 25 juin 2003 en poste permanent pour marquer la volonté des deux pays d'intensifier les relations franco-mongoles.

## Consulat

### Communauté française
Au 31 décembre 2019, 87 Français sont inscrits sur les registres consulaires en Mongolie.
| 2001 | 2002 | 2003 | 2004 |
| ---- | ---- | ---- | ---- |
| 5    | 11   | 25   | 36   |

| 2005 | 2006 | 2007 | 2008 |
| ---- | ---- | ---- | ---- |
| 56   | 74   | 84   | 101  |

| 2009 | 2010 | 2011 | 2012 |
| ---- | ---- | ---- | ---- |
| 89   | 100  | 118  | 142  |

| 2013 | 2014 | 2015 | 2016 |
| ---- | ---- | ---- | ---- |
| 152  | 156  | 129  | 109  |

| 2017 | 2018 | 2019 | 2020 |
| ---- | ---- | ---- | ---- |
| 103  | 99   | 87   | 81   |

### Circonscriptions électorales
Depuis la loi du 22 juillet 2013 réformant la représentation des Français établis hors de France avec la mise en place de conseils consulaires au sein des missions diplomatiques, les ressortissants français d'une circonscription recouvrant une partie de la Chine (circonscriptions consulaires de Canton, Wuhan et Chengdu), la Corée du Nord et la Mongolie élisent pour six ans trois conseillers consulaires. Ces derniers ont trois rôles : 
1. ils sont des élus de proximité pour les Français de l'étranger ;
2. ils appartiennent à l'une des quinze circonscriptions qui élisent en leur sein les membres de l'Assemblée des Français de l'étranger ;
3. ils intègrent le collège électoral qui élit les sénateurs représentant les Français établis hors de France.

Pour l'élection à l'Assemblée des Français de l'étranger, la Mongolie appartenait jusqu'en 2014 à la circonscription électorale de Tokyo, comprenant aussi la Chine, la Corée du Sud et le Japon, et désignant trois sièges. La Mongolie appartient désormais à la circonscription électorale « Asie-Océanie » dont le chef-lieu est Hong Kong et qui désigne neuf de ses 59 conseillers consulaires pour siéger parmi les 90 membres de l'Assemblée des Français de l'étranger.
Pour l'élection des députés des Français de l’étranger, la Mongolie dépend de la 11e circonscription.